# Inga Lindström: Das Herz meines Vaters
Das Herz meines Vaters ist ein deutscher Fernsehfilm von Peter Weissflog aus dem Jahr 2009. Er ist Bestandteil des ZDF-Herzkino-Sonntagsfilms und der 31. Film der Inga-Lindström-Reihe nach der gleichnamigen Erzählung von Christiane Sadlo. Die Hauptrollen sind mit Lara Joy Körner, Julian Weigend und Volker Lechtenbrink besetzt.

## Handlung
Clara Jakobsen ist eine passionierte Seglerin, die auch schon Regatten gewonnen hat. Neuerdings arbeitet sie in der Werft ihres Vaters Mats als seine Assistentin, hat aber noch nicht soviel Pflichtgefühl, wie es wünschenswert wäre. Sie ist mit Lars, dem Chefkonstrukteur liiert, und die beiden wollen bald heiraten. Mats hat ein krankes Herz, was aber außer seinem Arzt Professor Markson niemand weiß. Seine einzige Rettung wäre ein Spenderherz, was er aber kategorisch ablehnt. Als Clara zu ihrer besten Freundin Ellen und ihrem Patenkind Emma fahren will, bleibt ihr Wagen stehen, weil sie wieder mal vergessen hat aufzutanken. Zufällig kommt David Frederiksson auf seinem Motorrad vorbei und hilft ihr. Der Mann gefällt ihr auf Anhieb.
Als Clara später wieder in der Werft ist, trifft sie erneut auf David. Erstaunt stellt sie fest, dass sich ihr Vater einen noblen Oldtimer gekauft und David als Chauffeur angestellt hat. Was sie aber nicht weiß ist, dass David eigentlich Schönheitschirurg ist und in seinem Job davongelaufen ist, weil eine Patientin bei einer Operation verstorben ist, da der Anästhesist einen Fehler gemacht hat, er dafür aber die Verantwortung übernommen hat. Nun soll er Mats heimlich betreuen, damit er seine letzte Zeit so angenehm wie möglich verbringen kann.
Ellen beobachtet, wie Lars sich heimlich mit der Motorboot-Herstellerin Maja Lund trifft. Als sie sich später in ihrer Firma treffen, bittet er sie darum, Clara nichts davon zu erzählen. Clara trifft in der Stadt zufällig David, als sie neue Schuhe kaufen muss, weil ihr der Absatz abgebrochen ist. David berät sie aufmerksam. Am Abend findet eine große Feier zum Geburtstag von Clara am nächsten Tag statt, dabei übergibt Mats als große Überraschung Clara die Firma. Sie fühlt sich aber damit überfordert und weiß auch schon, dass sie nun keine Regatten mehr segeln kann. Als sie später am Bootssteg alleine ihre Gedanken schweifen lässt, kommt David dazu und Clara schüttet ihm ihr Herz aus. Kurz bevor sie sich küssen, kommen Ellen und Lars, um mit ihr auf den Geburtstag anzustoßen und gemeinsam das Feuerwerk anzusehen.
Am nächsten Tag trifft sich David in Stockholm mit Professor Markson, um über Mats zu sprechen. Clara ist auch in Stockholm, weil sie ein neues Kleid kaufen will. Lars trifft sich unterdessen wieder mit Maja Lund, nun wird klar wieso: er will eine Fusion der beiden Werften einfädeln. David sieht Claras Auto vor einer Boutique stehen und geht hinein. Zielstrebig hilft er ihr bei der Auswahl des passenden Kleides. Danach gehen sie zusammen ins Kino, wo sie sich zum ersten Mal küssen. Da sie danach alleine zusammen sein wollen, gehen sie in Davids Wohnung und schlafen miteinander. Wieder zu Hause, muss Clara zuerst zu Ellen und ihr davon erzählen. Ellen empfiehlt ihr, auf ihr Herz zu hören.
Als Clara am nächsten Morgen ins Büro von Lars geht, kommt gerade eine Mail herein. Weil sie neugierig ist, sieht sie nach. Sie ist von Maja Lund und Clara weiß nun, was er plant. Als sie ihren Vater darauf ansprechen will, erleidet er einen Herzinfarkt. Erstaunt sieht sie, wie David Ersthilfe leistet und Mats ins Krankenhaus bringt. Nun ist sie total verwirrt und weiß nicht mehr, was sie glauben und machen soll. Sie spricht darüber mit Ellen, die weiterhin empfiehlt, dass sie auf ihr Gefühl hört, und meint auch, dass Lars der falsche Mann für sie gewesen wäre. Als sie wieder ins Krankenhaus zu ihrem Vater gehen will, begegnet sie Lars. Sie spricht ihn auf die Fusion an und macht ihm klar, dass sie das auch nicht will. Lars meint, er könne Clara beeinflussen, indem er Unwahrheiten über David erzählt. Sie steigt aber nicht darauf ein.
Henrike Persson, die ehemalige Chefin von David, sucht ihn an seinem neuen Arbeitsort auf, weil sie will, dass er in ihre Klinik zurückkehrt. Er macht ihr aber klar, dass dies nicht mehr in Frage kommt. Als sie wieder gehen will, begegnet sie zufällig Clara. Sie fragt sie, was sie hier zu suchen hat, als Clara merkt, wer sie ist fragt sie sie, ob das stimmt, dass David schuld am Tod der Patientin war, wie Lars es behauptet hat. Henrike verneint und erklärt ihr, wie es wirklich war. Danach spricht sie mit David und tut ihm kund, wie enttäuscht sie von ihm ist. Dann schickt sie ihn weg. Nachdem Clara klar geworden ist, dass ihr Vater nur mit einem Spenderherz längerfristig überleben wird geht sie zu Professor Markson, wo sie wieder auf David trifft. Doch der Professor kann ihr auch nicht helfen, weil er den Willen des Patienten respektieren muss. Als sie danach ihren Vater im Krankenhaus besuchen will, ist er nicht mehr da. Er hat sich selbst entlassen und ist zur Erholung auf seinem Boot. Dort gibt es dann eine Auseinandersetzung mit Lars, als Mats ihn wegen der heimlichen Fusionsgespräche zur Rede stellt. Lars beleidigt David, worauf sie sich prügeln. Clara kommt dazu und stellt sich auf die Seite von David, worauf Lars aufgibt. Danach eröffnet Mats seiner Tochter, dass er sich nun doch auf die Transplantationsliste setzen lässt. Gemeinsam segeln sie davon.

## Hintergrund
Das Herz meines Vaters wurde vom 13. Juli bis zum 7. August 2008 an Schauplätzen in Stockholm, Nyköping und Umgebung gedreht. Produziert wurde der Film von der Bavaria Fiction GmbH.

## Rezeption

### Einschaltquote
Die Erstausstrahlung am 27. Dezember 2009 im ZDF wurde von 6,10 Millionen Zuschauern gesehen, was einem Marktanteil von 17,0 % entspricht.

### Kritiken
Die Kritiker der Fernsehzeitschrift TV Spielfilm zeigten mit dem Daumen geradeaus und fassten den Film mit den Worten „Treibt den Puls nicht in gefährliche Höhen“ kurz zusammen.